# West of Loathing
West of Loathing est un jeu vidéo de rôle, d'aventure comique développé par le studio indépendant Asymmetric Publications et sorti le 10 août 2017 sur PC (Windows) et Linux, macOS. Il est ensuite sorti sur Nintendo Switch et iOS en 2018. Le jeu sort sur Google Stadia le 1er juillet 2020.
Le jeu fait suite à Kingdom of Loathing.